# Gelis wheeleri
Gelis wheeleri là một loài tò vò trong họ Ichneumonidae.